# Pallasina barbata
Pallasina barbata är en fiskart som först beskrevs av Steindachner, 1876.  Pallasina barbata ingår i släktet Pallasina och familjen pansarsimpor. Inga underarter finns listade i Catalogue of Life.